# Brigid Brophy
Brigid Antonia Brophy (* 12. Juni 1929 in London; † 7. August 1995 in Louth, Lincolnshire) war eine britische Autorin.

## Biografisches
Brophy wurde in London als einzige Tochter des anglo-irischen Schriftstellers John Brophy und der Krankenschwester, Lehrerin und Sozialarbeiterin Charis Grundy geboren. Sie besuchte die St. Paul’s Girls’ School in London und wurde 1947 für das katholische St. Hugh’s College in Oxford als Stipendiatin zugelassen. Trotz guter Leistungen wurde sie in ihrem zweiten Jahr wegen „nicht weiter spezifizierter Übertretungen“ ausgeschlossen. Man vermutet, dass es sich um Trunkenheit beim Gebet handelte oder um eine lesbische Beziehung.
Sie arbeitete dann als Sekretärin für einen Pornoregisseur in London und begann nebenbei zu schreiben. 1953 veröffentlichte sie die Kurzgeschichten The Crown Princess and other Stories sowie den Roman Hackenfeller’s Ape. Letzterer erzählt die Geschichte eines Affen am Londoner Zoo und dessen Annäherung an den Primatologen, der sein Paarungsverhalten studierte, und sie gewann damit den Preis des Cheltenham Literaturfestivals für den besten Debütroman.
Brophy heiratete 1954 Michael Levey, einen Kunsthistoriker und Autor von The Case of Walter Pater (ab 1973 Direktor der National Gallery). Im Umfeld der Literaturszene der 1960er Jahre war diese Ehe zusammen mit Brophys offener Bisexualität sowie ihrer offenen Kritik an Ehe, Heteronormativität und Monogamie eine cause célèbre. Ihre gelebten geschlechterpolitischen Ansichten, die sie etwa in Don’t Never Forget (1963) oder Baroque ’n’ Roll and Other Essays (1986) darlegte, sind auch wiederkehrende Elemente in ihren Schriften. 1979 (oder 1984?) wurden Brophys stetige körperliche Beschwerden als Multiple Sklerose diagnostiziert. Sie zog sich dann langsam aus der Öffentlichkeit zurück und verstarb am 7. August 1995. Sie hinterließ ihren Mann und ihre gemeinsame Tochter Kate. Nach dem Tod von Iris Murdoch 1999 wurde eine Affäre zwischen den beiden Frauen öffentlich.

## Sachbuchautorin und politisches Wirken
Neben ihren Erzählungen erarbeitete sich Brophy einen Ruf als Literaturkritikerin und Verfasserin diverser Sachbücher, mit denen sie oft provozierte. So war sie etwa Mitautorin des Bandes Fifty Works of English Literature We Could Do Without („Fünfzig Werke der englischen Literatur, auf die wir verzichten könnten“), wo sie unter anderem Jane Eyre verriss. Sie verfasste eine umfangreiche Abhandlung in der Psychoanalyse (Black Ship to Hell, 1962) sowie diverse Opernführer und eine Biografie von Wolfgang Amadeus Mozart. Neben Mozart und Sigmund Freud war George Bernard Shaw ein wesentlicher Einfluss in ihrem literarischen Schaffen, und ihr Herausgeber beschrieb die Tatsache, dass an ihrer Stelle Michael Holroyd von der Society of Authors zu dessen Biografen berufen wurde, als vermutlich größten Rückschlag in ihrer Karriere.
Neben ihrer Tätigkeit als Autorin war Brophy Aktivistin für diverse Anliegen. Sie engagierte sich etwa intensiv für eine Vergütung von Autoren durch den Staat anhand der Verleihzahlen in öffentlichen Bibliotheken. Sie entwarf dafür ein Entlohnungsmodell, das im Wesentlichen eine Bibliothekstantieme ist (Public Lending Right), und generierte in den 1970ern mit der Writer’s Action Group, die sie in dieser Sache mit Maureen Duffy führte, erhebliche Unterstützung für entsprechende Gesetzesreformen. Ab 1979 wurde das Public Lending Right rechtlich umgesetzt. Weiteres politisches Engagement von Brophy betraf das Eintreten für Tierrechte und Veganismus. Mit einem Essay The Rights of Animals erregte sie 1965 landesweites Interesse und ihr wird ein erheblicher Einfluss bei der Bildung der frühen Tierrechtsbewegung in England zugeschrieben. Sie äußerte sich außerdem als Pazifistin und insbesondere kritisch zum Vietnamkrieg. 1975 war sie Mitverfasserin eines Boykottaufrufs gegen das Apartheidsregime in Südafrika.

## Schriften
- The Crown Princess and Other Stories, Viking (New York, NY), 1953.
- Hackenfeller's Ape, Hart-Davis (London), 1953, Random House (New York, NY), 1954, Virago Press (London), 1991; London : Faber, 2023, Foreword by Sarah Hall, ISBN 978-0-571-38129-6
- The King of a Rainy Country, Secker & Warburg (London), 1956, Knopf (New York, NY), 1957, reprinted with afterword, Virago Press, 1990.
- Flesh, Secker & Warburg, 1962, World (Cleveland, OH), 1963.
- The Finishing Touch (also see below), Secker & Warburg, 1963, revised edition, GMP (London), 1987.
- The Snow Ball (also see below), Secker & Warburg, 1964.
- The Finishing Touch [and] The Snow Ball, World, 1964.
- The Burglar (play; first produced in London at Vaudeville Theatre, February 22, 1967), Holt (New York, NY), 1968.
- In Transit: An Heroicycle Novel, Macdonald & Co. (London), 1969, Putnam (New York, NY), 1970, Dalkey Archive Press, (Chicago, IL), 2002.
- The Adventures of God in His Search for the Black Girl: A Novel and Some Fables, Macmillan (London), 1973, Little, Brown and Company (Boston), 1974.
- Pussy Owl: Superbeast (for children), illustrated by Hilary Hayton, BBC Publications (London), 1976.
- Palace without Chairs: A Baroque Novel, Atheneum (New York, NY), 1978.
- Black Ship to Hell, Harcourt (New York, NY), 1962.
- Mozart the Dramatist: A New View of Mozart, His Operas and His Age, Harcourt, 1964, revised edition, Da Capo (New York, NY), 1990.
- Don't Never Forget: Collected Views and Reviews, Cape (London), 1966, Holt, 1967.
- (With husband, Michael Levey, and Charles Osborne) Fifty Works of English and American Literature We Could Do Without, Rapp & Carroll (London), 1967, Stein & Day (New York, NY), 1968.
- Religious Education in State Schools, Fabian Society (London), 1967.
- Black and White: A Portrait of Aubrey Beardsley, Cape, 1968, Stein & Day, 1969.
- The Rights of Animals, Animal Defence and Anti-Vivisection Society, (London), 1969.
- The Longford Threat to Freedom, National Secular Society (London), 1972.
- Prancing Novelist: A Defence of Fiction in the Form of a Critical Biography in Praise of Ronald Firbank, Barnes & Noble (New York, NY), 1973.
- Beardsley and His World, Harmony Books (New York, NY), 1976.
- The Prince and the Wild Geese, pictures by Gregoire Gagarin, Hamish Hamilton (London), 1982, St. Martin's (New York, NY), 1983.
- A Guide to Public Lending Right, Gower (Hampshire, England), 1983.
- Baroque 'n' Roll and Other Essays, David & Charles (North Pomfret, VT), 1987.
- Reads: A Collection of Essays, Cardinal (London), 1989.